# 岡山県道305号黒土北線
岡山県道305号黒土北線（おかやまけんどう305ごう くろつちきたせん）は、岡山県加賀郡吉備中央町を通る一般県道である。

## 概要
加賀郡吉備中央町黒土と加賀郡吉備中央町北を結ぶ。

### 路線データ
- 起点：加賀郡吉備中央町黒土（岡山県道31号高梁御津線交点）
- 終点：加賀郡吉備中央町北（国道484号交点）
- 総延長：7.6 km

## 歴史
- 1960年（昭和35年）3月18日 - 岡山県告示第335号により認定される。
- 1972年（昭和47年） - 岡山県の県道番号再編により現行の路線番号に変更される。
- 2004年（平成16年）10月1日 - 上房郡賀陽町と御津郡加茂川町が対等合併して加賀郡吉備中央町が発足したことに伴い起終点の地名表記が変更される。

## 地理

### 通過する自治体
- 加賀郡吉備中央町

### 接続道路
| 交差する道路           | 交差する場所 | 交差する場所 |
| ---------------------- | ------------ | ------------ |
| 岡山県道31号高梁御津線 | 黒土         | 起点         |
| 国道484号              | 北           | 終点         |

### 沿線
- 野山温泉
- 大和山神社
- 竹荘八十八ヶ所霊場
- 道の駅かよう